# مراد آییگون
مورات ایگیون (انگلیسی: Murat Iyigun؛ زادهٔ ۲۱ مارس ۱۹۶۴) اقتصاددان محقق و نویسنده آمریکایی و زادهٔ ترکیه در زمینه اقتصاد خانواده، توسعه اقتصادی، اقتصاد سیاسی و کلیومتریک است. او استاد دانشگاه کلرادو بولدر است.

## کتاب‌ها
در سال ۲۰۱۵، ایگیون یک کتاب با علاقه عمومی با عنوان جنگ، صلح و رفاه به نام خدا منتشر کرد. در این کتاب اییگون تأثیر ایمان یکتاپرستی را بر توسعه اجتماعی-اقتصادی جوامع با استفاده از تکنیک‌های اقتصادسنجی مورد مطالعه قرار می‌دهد. او به لطف داده‌ها نشان می‌دهد که سیاست‌های مبتنی بر ادیان توحیدی از نظر تاریخی قلمروهای بزرگ‌تری داشته و طولانی‌تر زنده مانده‌اند.. بر این اساس، اییگون استدلال می‌کند که یکتاپرستی عامل ثبات اجتماعی سیاسی در داخل کشور اما منبع درگیری‌ها و تسخیر سرزمینی در سطح بین‌المللی است.